# Josep Corbella
Josep Corbella (Barcelona, 1966) es un periodista español.

## Trayectoria
Entre 1986 y 1988, trabajó en la revista Calle Gran. Posteriormente, en el Diario de Barcelona de 1988 a 1990, y en el suplemento «Medicina y Calidad de Vida» de La Vanguardia de 1990 a 1993). Desde 1993, Corbella es el responsable de la información de ciencia y salud de La Vanguardia.
Es coautor de los libros La cocina de la salud (coescrito con Ferran Adrià y Valentín Fuster), La ciencia de la salud (coescrito con Valentín Fuster) y Sapiens (coescrito con Eudald Carbonell, Salvador Moyà y Robert Sala). Además, colabora con la emisora de radio RAC1 desde su fundación, con un espacio semanal de información científica en el programa «Versión RAC1» de Toni Clapés.
Además es colaborador asiduo del programa Al rojo vivo, de La Sexta.

## Obra
- La cocina de la salud, editorial Planeta[7]
- La ciencia de la salud, editorial Planeta[8]
- Sapiens[9]
- La ciencia de la larga vida[10]